# Alexandra și infernul (film)
Alexandra și infernul este un film românesc din 1975 scris și regizat de Iulian Mihu. Rolurile principale au fost interpretate de actorii Violeta Andrei, Romeo Partenie și Nicolae Radu.

## Prezentare
Scenariul este bazat pe romanul omonim scris de Laurențiu Fulga.

## Distribuție
- Ioan Sabău — Soldat Gherghina
- Florin Tănase — Soldat Petre
- Romeo Partenie — Slt. Filip
- Cornel Patrichi — Lt. Halmez
- Ion Niciu
- Aurel Popescu — Cpt. Toma
- Gheorghe Novac — Medicul
- Hans Pomarius — Maiorul german
- Nicolae Radu — Colonelul
- Violeta Andrei — Alexandra
- Emanoil Petruț — Generalul român
- Aristide Teică — Ofițer de informații
- Nicolae Praida — Radiotelegrafistul
- Jean Lorin Florescu — Un general

## Producție
Filmările au avut loc în perioada 19 octombrie – 8 noiembrie 1974. Cheltuielile de producție s-au ridicat la 3.333.000 lei.

## Primire
Filmul a fost vizionat de 1.910.650 de spectatori în cinematografele din România, după cum atestă o situație a numărului de spectatori înregistrat de filmele românești de la data premierei și până la data de 31 decembrie 2014 alcătuită de Centrul Național al Cinematografiei.